# 三角花井介
三角花井介（学名：Hanaiborchella triangularis）为浪花介科花井介屬下的一个种。其种加词“triangularis ”意为“三角形的”。